# 그레이스케일 표준 디스플레이 함수

JND 인덱스와 휘도 간의 GSDF 그래프.

JND 인덱스와 휘도의 로그값 간의 GSDF 그래프.

그레이스케일 표준 디스플레이 함수(Grayscale Standard Display Function, GSDF)는 의료용 디지털 영상 및 통신 표준에서 정의되었으며, 디지털 이미지 값들을 휘도와 대응시키는 함수다. 감마 보정이 인간의 시각적 인지 능력과 정확히 일치하지 않기 때문에 따로 정의되었다.
JND 인덱스 {\displaystyle j}에 대해, 휘도 {\displaystyle L(j)}의 근사식은 다음과 같이 주어진다.
{\displaystyle \log {L(j)}={\frac {a+c\ln {j}+e(\ln {j})^{2}+g(\ln {j})^{3}+m(\ln {j})^{4}}{1+b\ln {j}+d(\ln {j})^{2}+f(\ln {j})^{3}+h(\ln {j})^{4}+k(\ln {j})^{5}}}}
이 때, a = -1.3011877, b = -2.5840191E-2, c = 8.0242636E-2, d = -1.0320229E-1, e = 1.3646699E-1, f = 2.8745620E-2, g = -2.5468404E-2, h = -3.1978977E-3, k = 1.2992634E-4, m = 1.3635334E-3이다.